# Akcja ratunkowa w jaskini Riesending
Akcja ratunkowa w jaskini Riesending – akcja mająca miejsce między 8 a 19 czerwca 2014 w jaskini Riesending w Bawarii, w Niemczech. Ratowano speleologa, który eksplorował jaskinię w towarzystwie dwóch innych grotołazów i doznał obrażeń mózgu wskutek uderzenia odłamkiem skały. Była to jedna z największych akcji w historii speleologii, brało w niej udział 700 osób, a jej koszt wyniósł prawie milion euro.

## Wypadek
7 czerwca 2014 około południa 52-letni doświadczony speleolog Johann Westhauser wraz z dwoma innymi grotołazami zeszli do  jaskini Riesending, najgłębszej i najdłuższej jaskini w Niemczech, położonej na południowym wschodzie kraju, przy granicy niemieckiej z Austrią. Jej eksplorowanie na głębokości ponad 1000 m wymaga dużych umiejętności technicznych. Następnego dnia, 8 czerwca ok. 1:30, Westhauser został uderzony przez spadającą skałę i, pomimo noszonego kasku, doznał poważnych obrażeń głowy. W tym momencie ekipa znajdowała się na głębokości około 1000 m. Jeden z członków ekipy został przy rannym, podczas gdy drugi rozpoczął 10-godzinną wyprawę na zewnątrz, pokonując odległość ok. 6 km. Po wydostaniu się na powierzchnię poinformował służby ratunkowe.

## Operacja ratownicza

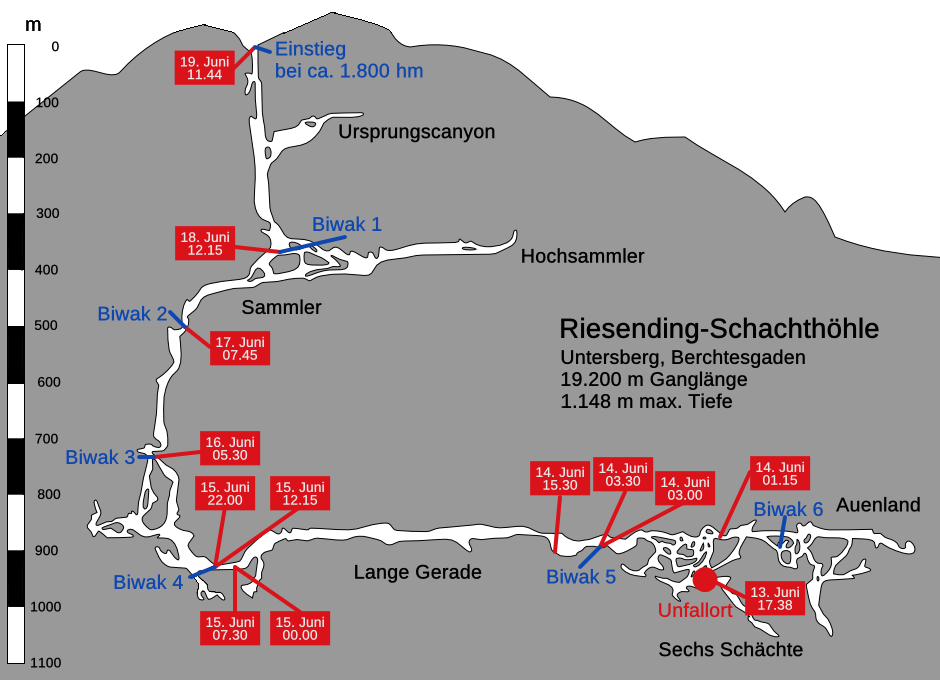
Przebieg akcji ratunkowej

Tego samego wieczora trzy grupy ratownicze o łącznej liczebności jedenastu osób weszły do jaskini. Ustawiono system łączności radiowej „cavelink”, który przesyłałby sygnał w warunkach ograniczonej propagacji, konieczny do porozumiewania się ze światem zewnętrznym. Na miejsce przyjechały dalsze ekipy ratownicze z Niemiec i austriackiego Salzburga, do akcji włączono helikoptery sił bawarskich i ogólnopaństwowych. W jaskini wzniesiono obozy z wodą pitną, śpiworami i opieką medyczną. Pierwszy lekarz znajdujący się w drodze do kontuzjowanego musiał przerwać marsz ze względów kondycyjnych, wysłano dwóch następnych lekarzy. 11 czerwca wieczorem do kontuzjowanego grotołaza dotarł włoski lekarz. Zdiagnozował lekkie obrażenie mózgu. Pod wieczór przybył drugi lekarz i ustalono, że kontuzjowany jest w wystarczająco dobrym stanie, by go przetransportować na zewnątrz. W szczytowych momentach w jaskini przebywało 60 osób i zamontowano 90% sprzętu będącego na stanie bawarskiego górskiego pogotowia ratunkowego.

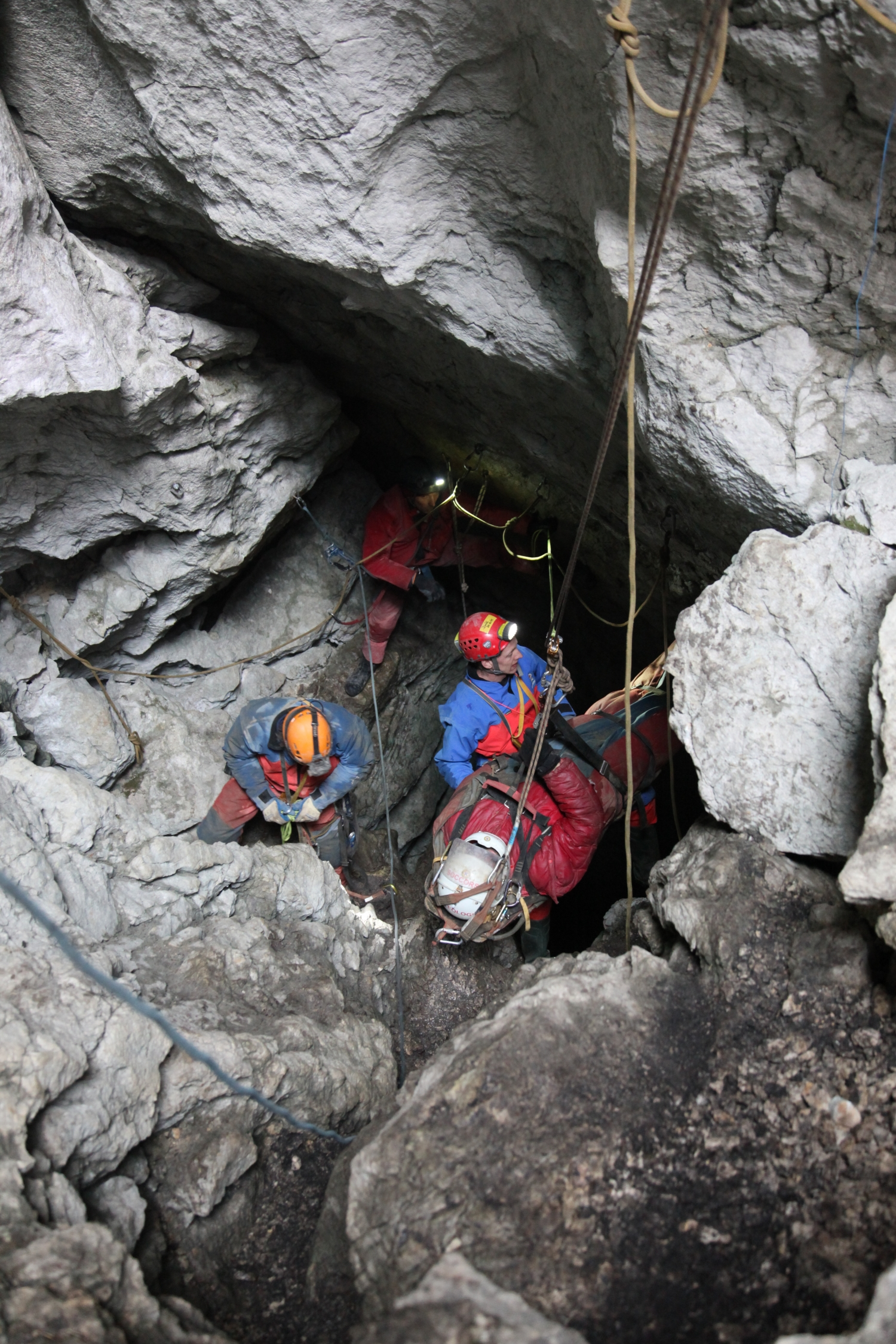
Transport rannego do wyjścia

Transport przez wąskie przejścia i ogólne zabezpieczenie logistyczne okazało się być wyzwaniem. Potrzebne były m.in. nosze odporne na wstrząs. Szczęśliwie stan ogólny pacjenta poprawiał się. Wszystkie prace wewnątrz jaskini zostały wykonane ręcznie. Przy przejściach pionowych ratownicy używali własnych ciał jako przeciwwagi do noszy. Powierzchnię osiągnięto 19 czerwca o godz. 11:44. Westerhauser został przetransportowany helikopterem do szpitala w Murnau. Transportowanie pacjenta trwało 5 dni.

## Efekt
Operacja, ze względu na stopień skomplikowania, została nazwana „rozdziałem w ratownictwie alpejskim”. Akcja ratunkowa kosztowała ok. 960 tys. euro, i choć minister spraw wewnętrznych Bawarii stwierdził, że za dużą część tych wydatków odpowiada sam poszkodowany, nie obciążono go rachunkiem. Pod koniec czerwca w wejściu do jaskini umieszczono kratę, aby zapobiec wchodzeniu do niej osobom niepowołanym. Wstęp do niej mają tylko wyprawy speleologiczne. Grotołaz wyzdrowiał i wrócił do badania jaskiń w 2016.